# Simone Gündüz
Simone Jasmin Gündüz (* 1977) ist eine deutsche Politikerin (SPD) und seit 2025 Mitglied der Hamburgischen Bürgerschaft.

## Leben
Gündüz wurde 1977 geboren und absolvierte ihre Mittlere Reife 1994 an der Inselschule Wangerooge. Im Anschluss absolvierte sie bis 2000 Ausbildungen zur pharmazeutisch-kaufmännischen Angestellten und pharmazeutisch-technischen Assistentin. Seither ist sie als pharmazeutisch-technische Assistentin tätig.
Gündüz engagiert sich seit 2001 in der SPD und ist seit 2010 Abgeordnete in der Bezirksversammlung Bergedorf. Von 2020 bis 2022 war sie als stellvertretende Kreisvorsitzende des SPD-Ortsverbandes Bergedorf tätig. Im Anschluss wurde sie zur Vorsitzenden des Ortsverbandes Bergedorf, die sie bis heute ist.
Bei der Bürgerschaftswahl 2025 zog Gündüz über den Wahlkreis 15 Bergedorf in die Hamburgische Bürgerschaft ein. Seit ihrem Einzug in die Hamburgische Bürgerschaft ist sie Mitglied im Ausschuss für die Zusammenarbeit der Länder Hamburg und Schleswig-Holstein, im Ausschuss für Gesundheit und Senioren sowie im Ausschuss für öffentliche Unternehmen und im Verkehrsausschuss.